# جون جيمس نزاريان
جون جيمس نزاريان (بالإنجليزية: John James Nazarian)‏ هو متحر أمريكي، ولد في 9 يوليو 1952 في Tewksbury, Massachusetts ‏ في الولايات المتحدة.